# Olympische Sommerspiele 1996/Teilnehmer (Marokko)
| Gelbes Symbol für Goldmedaillen mit stilisierten Olympischen Ringen | Graues Symbol für Silbermedaillen mit stilisierten Olympischen Ringen | Braundes Symbol für Bronzemedaillen mit stilisierten Olympischen Ringen |
| ------------------------------------------------------------------- | --------------------------------------------------------------------- | ----------------------------------------------------------------------- |
| —                                                                   | —                                                                     | 2                                                                       |

Marokko nahm an den Olympischen Sommerspielen 1996 in Atlanta, USA, mit einer Delegation von 34 Sportlern (32 Männer und zwei Frauen) teil.

## Medaillengewinner
Mit zwei gewonnenen Bronzemedaillen belegte das marokkanische Team Platz 68 im Medaillenspiegel.

### Bronze
- Khalid Boulami: Leichtathletik, 5000 Meter
- Salah Hissou: Leichtathletik, 10.000 Meter

## Teilnehmer nach Sportarten

### Boxen
- Hamid Berhili
Halbfliegengewicht: 5. Platz

- Mohamed Zbir
Fliegengewicht: 17. Platz

- Hicham Nafil
Bantamgewicht: 5. Platz

- Mohamed Achik
Federgewicht: 17. Platz

- Kabil Lahsen
Weltergewicht: 9. Platz

- Mohamed Mesbahi
Mittelgewicht: 17. Platz

### Gewichtheben
- Moustafa Buihamghet
Bantamgewicht: 16. Platz

### Judo
- Abdel Ouahed Idrissi Chorfi
Superleichtgewicht: 17. Platz

- Adil Bel Gaid
Halbmittelgewicht: 21. Platz

- Adil Kaaba
Mittelgewicht: 21. Platz

### Leichtathletik
- Lahlou Ben Younès
800 Meter: 8. Platz

- Driss Maazouzi
1500 Meter: 10. Platz

- Hicham El Guerrouj
1500 Meter: 12. Platz

- Rachid El Basir
1500 Meter: Vorläufe

- Khalid Boulami
5000 Meter: Bronze

- Brahim Lahlafi
5000 Meter: 8. Platz

- Smail Sghyr
5000 Meter: 11. Platz

- Salah Hissou
10.000 Meter: Bronze

- Khalid Skah
10.000 Meter: 7. Platz

- Larbi Zéroual
10.000 Meter: Vorläufe

- Abdel Kader El-Mouaziz
Marathon: 44. Platz

- Abderrahim Ben Redouane
Marathon: 84. Platz

- Ali Ettounsi
Marathon: 98. Platz

- Brahim Boulami
3000 Meter Hindernis: 7. Platz

- Hicham Bouaouiche
3000 Meter Hindernis: 11. Platz

- Abdel Aziz Sahère
3000 Meter Hindernis: Halbfinale

- Zahra Ouaziz
Frauen, 5000 Meter: Vorläufe

### Ringen
- Anwar Kandafil
Leichtgewicht, griechisch-römisch: 19. Platz

- Aziz Khalfi
Weltergewicht, griechisch-römisch: 15. Platz

- Abdel Aziz Essafoui
Leichtschwergewicht, griechisch-römisch: 22. Platz

- Mohamed Basri
Schwergewicht, griechisch-römisch: 17. Platz

- Rashid Bel Aziz
Superschwergewicht, griechisch-römisch: 17. Platz

### Tennis
- Hicham Arazi
Einzel: 33. Platz

### Turnen
- Naima El-Rhouati
Frauen, Einzelmehrkampf: 74. Platz in der Qualifikation
Frauen, Bodenturnen: 91. Platz in der Qualifikation
Frauen, Pferdsprung: 81. Platz in der Qualifikation
Frauen, Schwebebalken: 92. Platz in der Qualifikation
Frauen, Stufenbarren: 88. Platz in der Qualifikation